# Вівчарик китайський
Вівча́рик китайський (Phylloscopus subaffinis) — вид горобцеподібних птахів родини вівчарикових (Phylloscopidae). Гніздиться в Китаї, зимує в Південно-Східній Азії. Раніше вважався конспецифічним з бурим вівчариком, однак був визаниний окремим видом.

## Опис
Довжина птаха становить 10,5-11 см. Верхня частина тіла зеленувато-коричнева. нижня частина тіла жовтувато-охриста. Над очима світлі "брови", через очі ідуть темні смуги.

## Поширення і екологія
Китайські вівчарики гніздяться в Китаї (від південно-східного Цинхая на схід до південого Шеньсі, Цзянсі і Фуцзяня, на південь до північного і східного Юньнаня, південного Гуансі, північно-східного і східного Гуандуна), а також на півночі В'єтнаму. Взимку вони мігрують на південь Китаю (від південного Юньнаня на схід до Чжецзяня), на північ і схід М'янми, на північний захід Таїланду та на північ Лаосу і В'єтнаму). Китайські вічарики живуть у високогірних чагарникових заростях та у вічнозелених гірських лісах, на висоті від 1800 до 3600 м над рівнем моря. Живляться переважно дрібними комахами. Сезон розмноження триває з травня по липень. Гніздо куполоподібне з бічним входом, в кладці 4 яйця.